# Hajdú-Bihar
Hajdú-Bihar és un comtat administratiu (megye) de l'est d'Hongria, a la frontera amb Romania. El comtat comparteix fronteres amb els comtats de Szabolcs-Szatmár-Bereg, Borsod-Abaúj-Zemplén, Jász-Nagykun-Szolnok i Békés.
La població és de 549.000 habitants i compta amb una extensió de 6211 km; la capital és Debrecen.
En general Hajdú-Bihar té molt pocs llocs habitats: 19 ciutats i 62 viles. Les quatre ciutats més grans pel que fa a territori i població són: Debrecen, Hajdúböszörmény, Hajdúnánás i Hajdúszoboszló.

## Estructura regional

### Ciutat amb drets de comtat

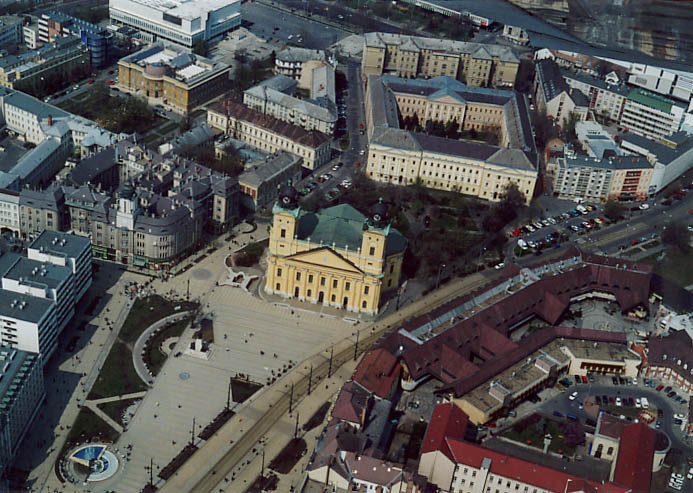
Vista aèria de Debrecen

- Debrecen

### Viles principals
(ordenades per població segons el cens de 2001)
| Hajdúböszörmény (32.228) |  | Nádudvar (9.213)    |  | Tiszacsege (5.003)     |  |
| Hajdúszoboszló (23.695)  |  | Polgár (8.418)      |  | Földes (4.382)         |  |
| Balmazújváros (18.615)   |  | Nyíradony (7.893)   |  | Biharkeresztes (4.273) |  |
| Hajdúnánás (18.185)      |  | Létavértes (7.218)  |  | Nyírábrány (3.973)     |  |
| Berettyóújfalu (16.227)  |  | Kaba (6.446)        |  | Sárrétudvari (3.049)   |  |
| Püspökladány (16.126)    |  | Téglás (6.338)      |  | Pocsaj (2.732)         |  |
| Hajdúhadház (13.001)     |  | Komádi (6.143)      |  | Bagamér (2.454)        |  |
| Hajdúsámson (10.946)     |  | Egyek (5.620)       |  | Csökmő (2.188)         |  |
| Hajdúdorog (9.595)       |  | Hosszúpályi (5.525) |  |                        |  |
| Derecske (9.285)         |  | Vámospércs (5.497)  |  |                        |  |